# Krajno-Parcele
Krajno-Parcele is een plaats in het Poolse district  Kielecki, woiwodschap Święty Krzyż. De plaats maakt deel uit van de gemeente Górno en telt 430 inwoners.